# Adenstedt (Ilsede)
Pour les articles homonymes, voir Adenstedt.
Adenstedt est un quartier de la commune d'Ilsede, dans le Land de Basse-Saxe.

## Histoire
Un tumulus de la période 1200 à 800 av. J.-C. est des preuves d'un établissement humain très précoce dans cette région.
Le village est mentionné pour la première fois dans un document du 29 juin 1282 dans un accord entre le duc Henri de Brunswick et le chevalier Sigfrid Schadewalt. Dans la seconde moitié du XVIe siècle, le pasteur d'Adenstedt Johannes Sanders (mort en 1588) écrit une tragédie sur Jean-Baptiste.
Le 1er février 1971, Adenstedt fusionne avec les communes auparavant indépendantes de Gadenstedt, Groß Lafferde, Münstedt et Oberg pour former la commune de Lahstedt. Le 10 juillet 2014, les membres du conseil local décident de fusionner les communes de Lahstedt et d'Ilsede. La fusion des communes est mise en œuvre le 1er janvier 2015.